# Dendrogramma

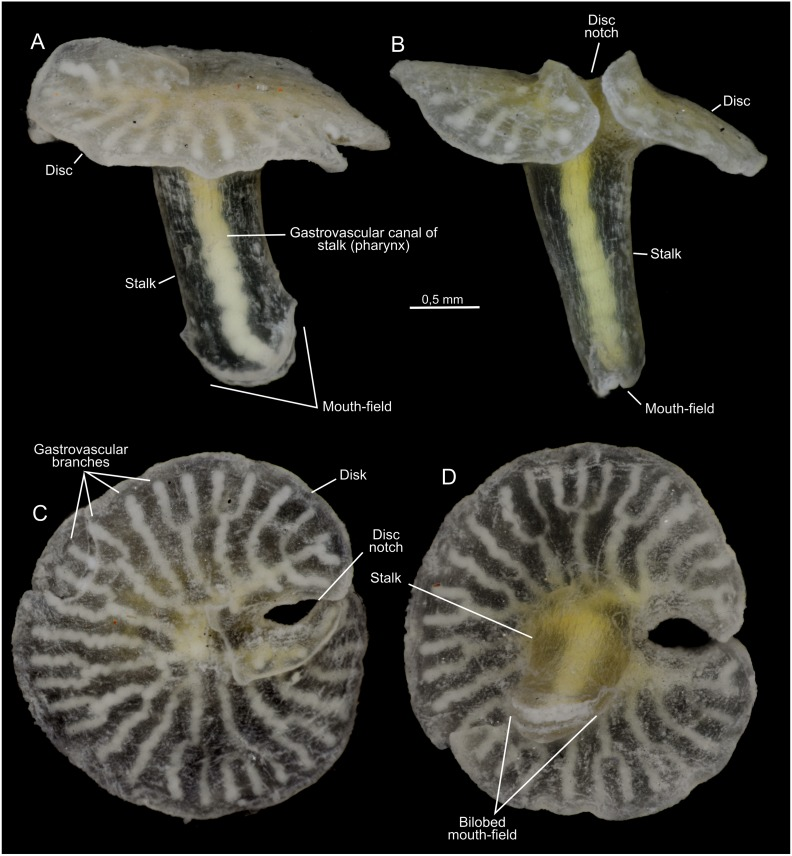
Dendrogramma enigmatica Just,Kristensen y Olesen, 1914

Dendrogramma enigmatica es una especie del Phylum Cnidaria,  un sifonóforo  que se describió por primera vez en el año 2014 con base a ejemplares obtenidos en 1986.La primera descripción realizada en 2014 no logra establecer la pertenencia a ningún taxa conocido. En una nueva colecta en el 2016 se obtienen más ejemplares que junto a análisis morfológicos, ecológicos y de  ADN a través del "código de barras de la vida" (barcoding en inglés) y de filogenómica establecen que se trata se un sifonóforo.

## Historia del descubrimiento de la especie.
En 1986 una expedición científica a la plataforma continental de Australia, frente al estrecho de Bass fueron colectados los primeros ejemplares de Dendrogramma, a una profundidad entre 400-1000m. Los ejemplares que no fueron reconocidos en el campo, pero fueron  preservados en formaldehído y alcohol para su posterior estudio.No fue posible obtener ejemplares en una segunda colecta en 1988.
Luego del análisis morfológico de los especímenes, fueron propuestas dos especies D. enigmatica y D. discoides. Las dos especies no fueron adjudicadas a ningún filo existente, si bien presentan afinidades probables con los cnidarios y con los ctenóforos. Cuando se describió Dendrogramma en 2014, nadie pudo determinar exactamente qué era. Se le asignó el estatus Metazoa incertae sedis, que significa que su relación filogenética con otros animales conocidos era incierta.A las dos especies propuestas se les asignó un nuevo género y una nueva familia
El hecho que los ejemplares colectados en 1986 fueran preservados en formalina antes de ser transferidos a etanol impidió que se realizaran análisis de ADN, uno de los motivos por los que los especímenes de Dendrogramma no pudieron ser asignados a otro taxón animal.Por algunas de sus características recuerdan a ciertos componentes de la fauna precámbrica de Ediacara, esto fue sugerido por la bióloga evolutiva Etyana Nosenko de la Ludwig Maximilian University in Múnich, Alemania y por el científico líder de la identificación Jørgen Olesen of the Universidad de Copenhague..       

## Relaciones
En 2015 una expedición llevada a cabo en el buque RV Investigator en la plataforma continental sur de Australia colectó 85 nuevos ejemplares de Dendrogramma.Los ejemplares fueron preservados de forma apropiada para no dañar ni degradar su ADN. Se realizaron análisis morfológicos, filogenéticos y ecológicos concluyendo que  Dendrogramma es un sifonóforo muy cercano a la familia Rhodaliidae así como de  Agalmatidae (Agalma), Abylidae (Abylopsis), and Prayidae (Craseoa) (otras familiasde Sifonóforos).       

## Descripción
Originalmente se pensó que había dos especies: D. discoides y D. enigmatica . Más tarde se demostró que las especies representaban variedades de una sola especie.   
Los  especímenes de la primera colecta tenían una forma parecida a un hongo, formados por un tallo, no situado exactamente en el medio del disco, de unos 8 mm de largo, un disco aplanado de 11-17 mm de diámetro.   La apertura "bucal" está al final del tallo que se que se bifurca en el disco y que se supone serían canales digestivos. Los individuos tienen una piel exterior y mesoglea.     

## Sinonimia
Dendrogramma enigmatica Just, Kristensen, & Olesen, 2014   es sinónima de D. discoides.